# Tetum

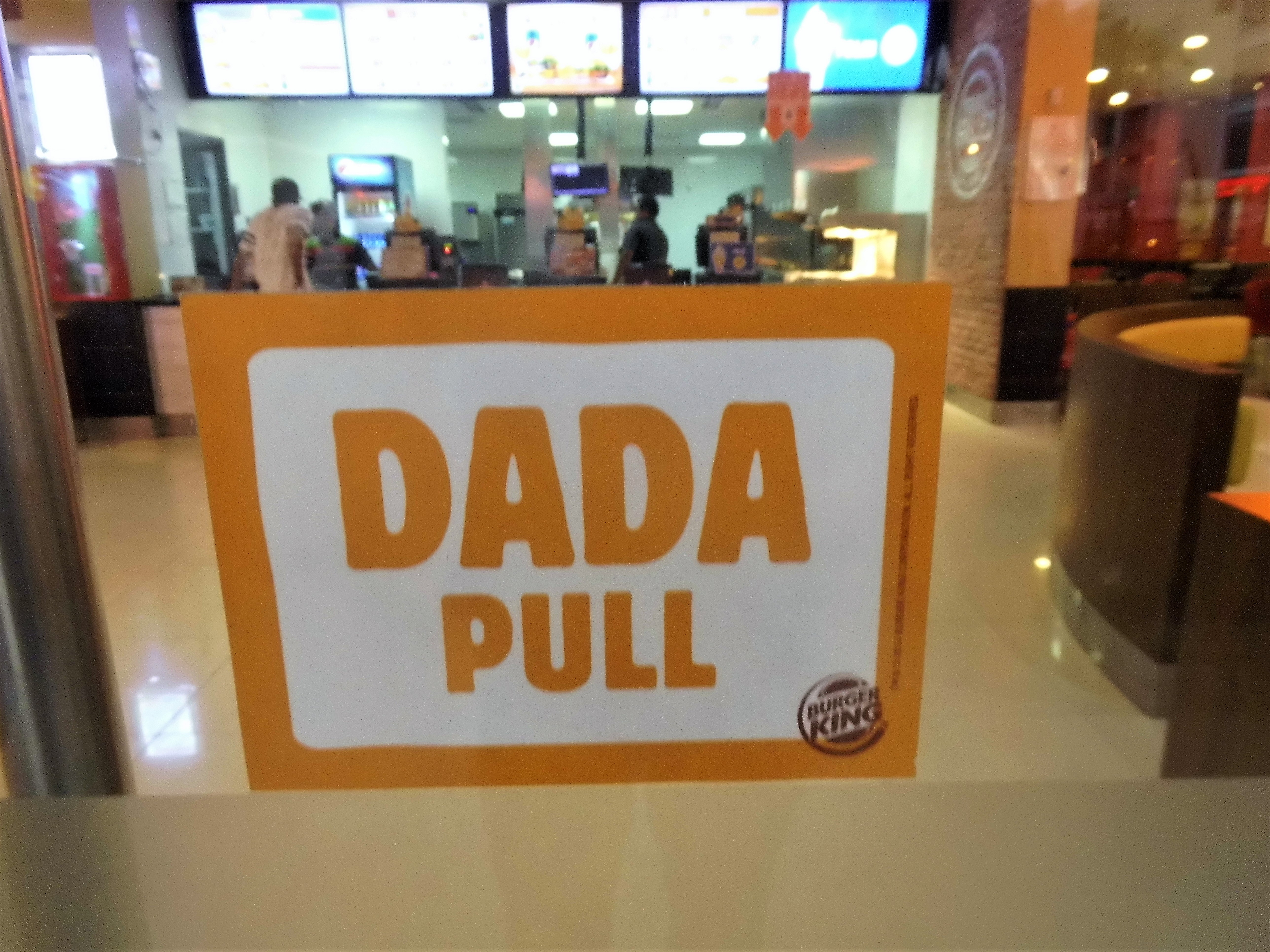
Dörrskylten på tetum och engelska.

Tetum är det allmänna umgängesspråket i Östtimor. Ungefär 82 procent av befolkningen talar eller kan tala språket. Tetum är Östtimors officiella språk tillsammans med portugisiska. Tetum är ett austronesiskt språk som har påverkats mycket av kontakter med malajiskan och portugisiskan. Språket skrivs med latinska alfabetet. Tetum kan delas i tre dialektala undergrupper: nord-, öst- och sydtetum.

## Fonologi

### Konsonanter
|             | Labial | Alveolar | Palatal | Velar  | Glottal |
| ----------- | ------ | -------- | ------- | ------ | ------- |
| Nasal       | m      | n        | ɲ       | ŋ      |         |
| Klusil      | p \| b | t \| d   |         | k \| g | ʔ       |
| Frikativ    | f \| v | s \| z   | ʃ \| ʒ  |        | h       |
| Approximant |        |          | j       | w      |         |
| Lateral     |        | l        | ʎ       |        |         |
| Tremulant   |        | r        |         |        |         |

Källa:

### Vokaler
|              | Främre | Central | Bakre |
| ------------ | ------ | ------- | ----- |
| Sluten       | i      |         | u     |
| Halvsluten   | ɪ      |         |       |
| Mellansluten | e      |         | o     |
| Mellanöppen  | ɛ      |         | ɔ     |
| Öppen        |        | a       |       |

Källa:

## Tetum och tetum prasa
Tetum prasa (eller tetum dili) är en version av tetum som har gått igenom en kreoliseringsprocess. Tetum prasa är baserat på tetum och har ungefär 50 000 talare.. Det talas till största delen i huvudstaden Dili och språket har lånat mycket från portugisiska. Tetum prasa är ett närsläktspråk till tetum.